# Ajutthaja (prowincja)
Ajutthaja (taj. พระนครศรีอยุธยา, Phra Nakhon Si Ayutthaya) – jedna z centralnych prowincji (changwat) Tajlandii. Sąsiaduje z prowincjami Ang Thong, Lopburi, Saraburi, Pathum Thani, Nonthaburi, Nakhon Pathom i Suphan Buri.